# Sam Harris
Sam Harris, właśc. Samuel Benjamin Harris (ur. 9 kwietnia 1967 w Los Angeles) – amerykański pisarz, neurobiolog, filozof, współzałożyciel i dyrektor generalny The Reason Project. Od 2015 prowadzi autorski podcast Making Sense (do odcinka nr 146 z 16 stycznia 2019 znany jako Waking Up with Sam Harris). Publikował w czasopismach: New Statesman, Nature, The Washington Post, The New York Times i Newsweek. Najbardziej znany ze swojej krytyki religii, a w szczególności islamu. W swojej twórczości zajmuje się szerokim zakresem tematów, w tym: racjonalnością, religią, etyką, wolną wolą, neuronauką, medytacją, filozofią umysłu, polityką, terroryzmem i sztuczną inteligencją.

## Życiorys
Urodził się jako syn żydówki i kwakra. Ukończył studia na Uniwersytecie Stanforda, specjalizując się w filozofii. Otrzymał stopień doktora w dziedzinie neurobiologii. Używając czynnościowej tomografii rezonansu magnetycznego (fMRI) bada fizjologiczne podstawy zjawisk wiary, niewiary i niepewności.

## Medytacja
Harris jest zwolennikiem świeckiego podejścia do medytacji. Jego metody rozwinęły się z tradycji Vipassany i dzogczen. Uważa, że kluczowym celem medytacji jest doświadczenie tego, że poczucie jaźni jest iluzją. We wrześniu 2018 roku Harris wydał aplikację „Waking up“, służącą do nauki medytacji.

## Książki
- The End of Faith: Religion, terror, and the future of reason, ISBN 0-393-03515-8 (W. W. Norton, 2004), wyd. pol. Koniec wiary. Religia, terror i przyszłość rozumu, ISBN 978-83-933851-0-2, tłum. Dariusz Jamrozowicz (Wydawnictwo Błękitna Kropka, Nysa 2012);
- Letter to a Christian Nation, ISBN 0-307-26577-3 (Knopf, Vintage, 2006);
- The Moral Landscape: How science can determine human values, ISBN 978-1-4391-7121-9 (Free Press, 2010), wyd. pol. Pejzaż moralny. W jaki sposób nauka może określać wartości, ISBN 978-83-61710-07-3, tłum. Piotr J. Szwajcer (Wydawnictwo CiS, 2012);
- Lying, ISBN 978-1940051000 (Four Elephants Press, 2011);
- Free Will, ISBN 978-1451683400 (2012);
- Waking Up: A Guide to Spirituality Without Religion, ISBN 978-1451636017 (Simon & Schuster, 2014), wyd. pol. Przebudzenie. Duchowość bez religii, tłum. Jacek Żuławnik, ISBN 978-83-7579-443-4 (Galatyka, Łódź 2015);
- (we współpracy z Maajidem Nawazem:) Islam and the Future of Tolerance: A Dialogue, ISBN 978-0-674-08870-2 (Harvard University Press, 2015).
- Making Sense: Conversations on Consciousness, Morality, and the Future of Humanity, ISBN 978-0062857781  (Ecco Press 2020), wyd. pol. Nadając sens. Rozmowy o świadomości, moralności i przyszłości, ISBN 978-8383570440 (Filia 2023).